# Тріазоліт
Тріазоліт — це органічний мінерал із хімічною структурою NaCu2(N3C2H2)2(NH3)2Cl3·4H2O, який утворюється разом із чанабаяїтом, іншою природною сіллю триазолятного аніона. Тріазоліт був знайдений лише в Пабельон-де-Піка, Чанабая, провінція Ікіке, регіон Тарапака, Чилі, через його особливі вимоги до утворення. Перші зразки тріазоліту були знайдені в тому, що, ймовірно, є гуано гуанайського баклана. Гуано прореагувало на габро, що містить халькопірит, у результаті чого відбулося утворення тріазоліту. Спочатку тріазоліт був об'єднаний разом із чанабаяїтом у 2015 році та не був визначений як окремий мінерал до 2017 року.